# Dactylopodolidae
Famille
Les Dactylopodolidae sont une famille de gastrotriches.

## Liste des genres
Selon World Register of Marine Species (21 juin 2025) :
- Dactylopodola Strand, 1929
- Dendrodasys Wilke, 1954
- Dendropodola Hummon, Todaro & Tongiorgi, 1993

## Systématique
Cette famille a été décrite par Strand en 1929.

## Publication originale
- (en) Strand, « Zoological and palaeontological nomenclatorical notes », Arbeiten aus dem Systematisch-Zoologischen Institut der Lettländischen Universität, 1929, vol. 29, p. 1-29.